# Asyndetus currani
Asyndetus currani är en tvåvingeart som beskrevs av Van Duzee 1931. Asyndetus currani ingår i släktet Asyndetus och familjen styltflugor.
Artens utbredningsområde är Panama. Inga underarter finns listade i Catalogue of Life.